# Ulrike Weiler
Ulrike Weiler (* 13. November 1956 in Wolfersweiler, Gemeinde Nohfelden; † 26. Juli 2020 in Stuttgart) war eine leitende Wissenschaftlerin mit Professur an der Universität Hohenheim für das Fachgebiet Verhaltensphysiologie von Nutztieren.

## Herkunft, Ausbildung
Weiler war die zweite Tochter des Post Fernmeldeoberamtmann Martin Weiler und Lieselotte, geb. Geiß. Nach dem Abitur am Gymnasium Birkenfeld begann Weiler im Frühjahr 1977 mit dem Studium Agrarwissenschaften und Journalistik an der Uni Hohenheim. Ihre Promotion schloss sie mit der Dissertation Einfluß von Licht, Rasse, Alter und Absamhäufigkeit auf Fruchtbarkeitskriterien von Besamungsebern im Jahr 1987 ab. Durch ein Stipendium (Stipendiant Wissenschaftsausschuss der NATO) kam sie zu einem Forschungsaufenthalt an die Clemson University in den Vereinigten Staaten. Weiler habilitierte im Fach „Tierhaltung und Leistungsphysiologie“. 1996 erhielt Weiler die venia legendi (Lehrbefähigung) und wurde im Jahr 2015 außerplanmäßige Professorin (apl. Prof.) an der Uni Hohenheim.
Ihre Forschungsschwerpunkte lagen im Bereich der Forschung und Lehre: Endokrine Regulation von Leistungen beim Schwein, Fleischqualität und Qualitätsbeeinflussung, Einflüsse auf die Einlagerung geruchsaktiver Substanzen beim Schwein. Seit mehr als 25 Jahren forscht sie an Wild- und Hausschweinen, dadurch hat Weiler langjährige Erfahrung auf diesem Gebiet und ist daher im Forschungsbereich Schweineendokrineologie sehr bekannt.
Vor ihrer Krankheit arbeitete sie an mehreren Projekten, unter anderem „Tierschutzprobleme in der Eberfleischproduktion“. Weiler war Vorsitzende der COST action IPEMA. Des Weiteren war Weiler Vertrauensdozentin der Hans Böckler Stiftung und Mitglied im Akademischen Mittelbau-Konvent. Sie ist die Schwägerin von Heiner Flassbeck. Weiler erlag einer Krebserkrankung im Katharinenhospital Stuttgart und wurde auf dem Friedhof ihres Heimatortes Wolfersweiler beigesetzt.

## Projekte
- Qualitative und quantitative Rahmenbedingungen der Ebermast und Immunokastration, Beginn: 1. Januar 2012 noch laufend, Weiler, Stefanski[7]
- SuSI – Sustainability in pork production with immunocastrates, Beginn: 1. September 2017 bis 31. August 2018, Weiler, Stefanski, Schmuckler[8]
- Abschätzung der Tierbelastung bei verschiedenen Methoden des Schwanzkupierens beim Lamm, Beginn: 25. April 2016 bis 31. Dezember 2016[9]

## Veröffentlichungen
(Quelle:)
- Ulrike Weiler (Mitautorin): Data characterizing diurnal rhythms in the number of peripheral CD8α- and CD8α+ γδ T cells in domestic pigs. In: Data in Brief, 2018
- Ulrike Weiler (Mitautorin): Diurnal rhythms in peripheral blood immune cell numbers of domestic pigs. In: Developmental and Comparative Immunology, 2018, S. 11–20; doi:10.1016/j.dci.2017.10.003
- Ulrike Weiler (Mitautorin): Effect of processing on the concentrations of boar taint compounds skatole and androstenone in different types of sausage. In: Journal of Food Processing and Preservation, 2018; doi:10.1111/jfpp.13580
- Ulrike Weiler (Mitautorin): Effects of repeated social mixing on behavior and blood immune cells of group-housed pregnant sows (Sus scrofa domestica). In: Livestock Science, 2018, S. 148–156
- Ulrike Weiler (Mitautorin): Attitudes of Serbian food technology students towards surgical and immunocastration of boars and their sensitivity to androstenone and skatole. In: IOP Conference Series: Earth and Environmental Science. Verlag IOP Publishing, 2017, S. 1–8
- Ulrike Weiler (Mitautorin): Glucocorticoid receptor number and affinity differ between peripheral blood mononuclear cells and granulocytes in domestic pigs. In: Domestic Animal Endocrinology, 2017, S. 11–16; doi:10.1016/j.domaniend.2017.04.004
- Ulrike Weiler (Mitautorin): Penile Injuries in Immunocastrated and Entire Male Pigs of One Fattening Farm. In: Animals, 2017, S. 71; doi:10.3390/ani7
- Ulrike Weiler (Mitautorin): Die Kastration beim Schwein – Zielkonflikte und Lösungsansätze aus der Sicht des Tierschutzes. In: Züchtungskunde, 2016, S. 429–444
- Ulrike Weiler: Fleisch essen? Eine Aufklärung. Westend Verlag, Frankfurt 2016, ISBN 978-3-86489-123-6
- Ulrike Weiler (Mitautorin): Influence of sampling procedure, sampling location and skin contamination on skatole and indole concentrations in adipose tissue of pigs. In: Meat Science, 2016, Verlag Elsevier S. 85–91; doi:10.1016/j.meatsci.2015
- Ulrike Weiler (Mitautorin): Penile injuries in wild and domestic pigs. In: Animals, 2016; doi:10.3390/ani6040025
- Ulrike Weiler (Mitautorin): Pre-slaughter conditions influence skatole and androstenone in adipose tissue of boars. In: Meat Scinence, 2015, S. 60–67; doi:10.1016/j.meatsci.2014.08.015
- Ulrike Weiler (Mitautorin): Influence of different housing systems on distribution, function and mitogen-response of leukocytes in pregnant sows. In: Animals, 2013, S. 1123–1141.
- Ulrike Weiler (Mitautorin): Influences of incorporating detoxified Jatropha curcas kernel meal in common carp (Cyprinus carpio L.) diet on the expression of growth hormone-and insulin-like growth factor-1-encoding genes. In: Journal of Animal Physiology and Animal Nutrition, 2013, S. 97–108
- Ulrike Weiler (Mitautorin): Influence of sex and immunocastration on feed intake behavior, skatole and indole concentrations in adipose tissue of pigs (Arbeitspapier), In: Animal, 2012; doi:10.1017/S175173111200167X
- Ulrike Weiler (Mitautorin): Influence of sex, age and season on body weight, energy intake and endocrine parameter in wild living wild boars in South Germany. In: European Journal of Wildlife Research, 2012, S. 373–378; doi:10.1007/s10344-011-0557-3
- Ulrike Weiler (Mitautorin): Influences of feed and feed additives on the skatole formation and accretion in adipose tissue of pigs. In: Züchtungskunde, 2012, Verlag Eugen Ulmer, S. 412–426
- Ulrike Weiler (Mitautorin): Nutritional influences on skatole formation and skatole metabolism in the pig. In: Animals, 2012, S. 221–242
- Ulrike Weiler (Mitautorin): Physiologische Aspekte der Androstenon- und Skatolbildung beim Eber. In: Züchtungskunde, 2012, S. 365–393